# ريال (عملة)
الريال هو اسم لعدة عملات مختلفة، اشتق اسمه من اللغة الإسبانية وكذلك اللغة الفرنسية بمعنى الملكي، اشتق الاسم من تالر ماريا تريزا والذي يعرف أيضا باسم الريال النمساوي أو دولار ماريا تريزا، وقد كان عملة فضية سكت عام 1741 وسمي باسم الملكة ماريا تيريزا التي حكمت النمسا وهنغاريا وبوهيميا من عام 1740 إلى 1780، استخدم الريال النمساوي في كانت تستخدم في التجارة العالمية بشكل مستمر. وبتاريخ 19 سبتمبر 1857 أعلن الإمبراطور فرانز جوزيف إمبراطور النمسا بأن دولار ماريا تريزا هو العملة الرسمية للتجارة بالنمسا. ولكن بعدها بسنة أي 31 أكتوبر 1858 فقدت تلك العملة وضعها الرسمي داخل النمسا.
وقد كان تالر ماريا تريزا يستخدم على نطاق واسع كعملة في شمال إفريقيا والشرق الأوسط كمناطق غرب الجزيرة العربية، بما في ذلك الحجاز واليمن وحضرموت وظفار وشرق إفريقيا. وكانت تسمى بالريال الفرنسي وأيضا الريال النمساوي، وهي عملة فضية بها صورة للإمبراطورة ممتلئة الجسم بالوجه الرئيسي وبالخلف شعار هابسبورغ النسر ذو الرأسين. وكان الطلب المتواصل على هذه الدولارات بعد وفاتها في سنة 1780م هائلا إلى حد جعل دار الضرب الرسمية النمساوية تواصل سكها مع الاحتفاظ بالتاريخ نفسه 1780م منقوشا عليها لمئتي عام بعد وفاتها. وعلى الرغم من أن أنواعا عديدة من الدولارات أو الثيلرات قد جرى سكها لتلبية احتياجات البلدان الإسلامية من العملات في ذلك الزمن، إلا أن دولارات ماريا تيريزا ظلت العملة البارزة والشائعة على نطاق عالمي واستخدمت في تجارة الشرق. لقد استخدمت هذه الدولارات في جميع أنحاء تلك المناطق كعملة تجاوزت حدودها الإقليمية يمكن تداولها دون اللجوء إلى الصرافين أو مكاتب بيع العملات. الا أن هذا الوضع أثر تأثيرا سلبيا على العملات الإسلامية المحلية لأنها لم تكن تحظى بنفس شعبية الدولار الذي اعتبر عملة على درجة أعلى من حيث الوزن والنقاوة.

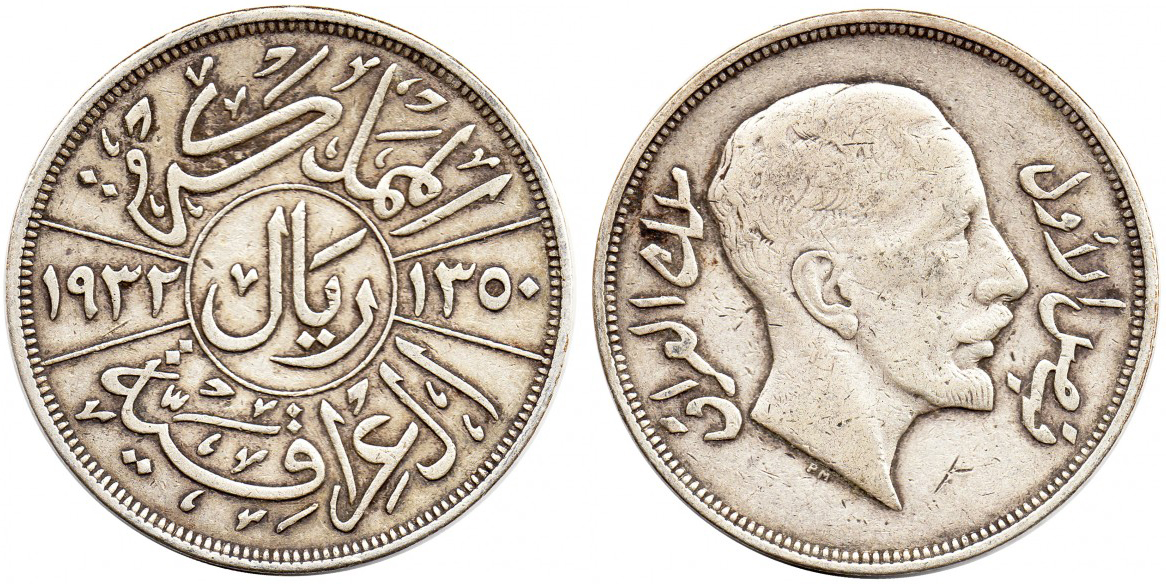
ريال عراقي صادر عام 1933 وهو يعادل 200 فلسا أو خمس الدينار

ومن العملات المعاصرة أو الحالية التي تحمل اسم الريال:
- ريال سعودي، هو عملة السعودية.
- ريال إيراني، هو عملة إيران.
- ريال برازيلي، هو عملة البرازيل.
- ريال قطري، هو عملة قطر.
- ريال عماني، هو عملة عُمان.
- ريال يمني، هو عملة اليمن.
- ريال تونسي، هو عملة قديمة في تونس.
- ريال مغربي هو عملة قديمة في المغرب.
- ريال كمبودي
- ريال برازيلي
- عملة نقدية عراقية كانت تساوي 200 فلسا أو خمس الدينار.